# Luci Gegani Macerí
Luci Gegani Macerí (en llatí Lucius Geganius Macerinus) va ser un magistrat romà. Era germà del cònsol Tit Gegani Macerí (Titus Geganius Macerinus).
Degut a la fam que afectava la ciutat de Roma l'any 492 aC, ja que la revolta dels plebeus de l'any anterior havia impedit cultivar les terres, el cònsol va enviar al seu germà Luci com a legat amb algunes naus a buscar gra a l'illa de Sicília.
Un altre Luci Gegani Macerí (Lucius Geganius Macerinus) va ser tribú amb poder consolar l'any 378 aC.